# Janne Ahonen
Pour les articles homonymes, voir Ahonen.
Janne Petteri Ahonen, né le 11 mai 1977 à Lahti, est un sauteur à ski finlandais. Il est considéré comme l'un des meilleurs sauteurs à ski de l'histoire en étant le premier et le seul à s'être emparé à cinq reprises de la Tournée des quatre tremplins (1999, 2003, 2005, 2006 et 2008). Il a par ailleurs remporté deux médailles aux Jeux olympiques (deux d'argent au concours par équipe en 2002 et 2006), neuf médailles aux championnats du monde (dont cinq titres : trois par équipes en 1995, 1997 et 2003, une sur petit tremplin en 1997 et sur grand tremplin en 2005), cinq médailles aux championnats du monde de vol à ski et enfin deux coupes du monde de la spécialité (2004 et 2005).
Il a mis un premier terme à sa carrière le 27 mars 2008. Début mars 2009, il annonce son retour pour la saison 2009-2010 avec pour objectifs la Tournée des quatre tremplins, les mondiaux de vol à ski et surtout les Jeux olympiques.
Après avoir mis fin à sa carrière fin 2011, il annonce en janvier 2013, son nouveau retour pour 2014 en vue des Jeux olympiques de Sotchi. Il est en effet présent dès l'épreuve d'ouverture des Grands-Prix estivaux le 26 juillet 2013 à Hinterzarten.

## Biographie
Il est marié à Tiia Jakobsson depuis juillet 2004. Ils ont un fils, Mico, né le 27 novembre 2001 et un deuxième garçon, Milo, né le 9 juin 2008. Ils vivent dans une villa sur la commune d'Hollola.
Le 3 août 2009 est publiée la biographie de Janne nommé Kuningaskotka (le roi des aigles). Il décrit es problèmes de sous-nutrition associés à son sport.

## Parcours sportif
Janne Ahonen fait ses débuts à quinze ans en Coupe du monde à Ruhpolding (Allemagne) le 13 décembre 1992 avec une 56e place. Trois mois plus tard, le 2 mars 1993 à Harrachov (Rép. tchèque), il remporte le titre de champion du monde junior sur petit tremplin et marque ses premiers points en coupe du monde quelques jours après, le 7 mars, en terminant 11e sur grand tremplin de Salpausselkä chez lui à Lahti. L'année suivante, il remporte sa première victoire en coupe du monde, à Engelberg (Suisse) le 19 décembre 1993 et se classe à la fin de la saison à la 10e place du classement général, par ailleurs il participe à ses premiers Jeux olympiques d'hiver à Lillehammer (Norvège) (25e sur grand tremplin, 37e sur petit tremplin) ainsi qu'à son premier championnat du monde de vol à ski avec une 12e place.
Il confirme son potentiel en 1995, l'année de ses 18 ans, tout d'abord à la Tournée des quatre tremplins où il accède à la troisième à l'issue de l'évènement derrière l'Autrichien Andreas Goldberger et le Japonais Kazuyoshi Funaki, puis aux Championnats du monde de vol à ski avec une cinquième place et enfin en Coupe du monde 1995 avec une troisième place au classement général grâce à huit podiums dont une victoire à Garmisch-Partenkirchen (Allemagne). Il réédite sa performance en 1996 avec une nouvelle troisième place au classement général derrière Andreas Goldberger et son compatriote Ari-Pekka Nikkola avec six podiums dont deux victoires (Lillehammer et Kulm), entre-temps il est tout près de remporter le championnat du monde de vol à ski en prenant la médaille d'argent derrière Goldberger. En 1997, il ne remporte aucune épreuve en Coupe du monde 1997 et n'atteint qu'une fois le podium à Engelberg avec une deuxième place. En revanche, il devient champion du monde sur petit tremplin à Trondheim, le 22 février 1997.
En 1998, il rate une médaille olympique aux Jeux olympiques de Nagano (Japon) avec une quatrième place sur le grand tremplin et une cinquième au concours par équipe. En coupe du monde 1998, il monte à six reprises sur un podium pour une victoire à Lahti et termine à la 9e place du classement général. En 1999, il inscrit son nom au palmarès de la Tournée des quatre tremplins malgré aucune victoire sur ces tremplins. Il doit sa victoire grâce à sa régularité (second sur les tremplins de Garmisch, Innsbruck et Bischofshofen et cinquième à Oberstdorf). Il atteint également sa meilleure performance en coupe du monde 1999 avec 13 podiums dont 6 victoires (Chamonix (France), Harrachov à trois reprises, Engelberg, Zakopane (Pologne)). En 2000, il ne conserve pas son titre à la Tournée des qutra tremplins, terminant deuxième du concours derrière l'Autrichien Andreas Widhölzl. Il termine troisième au classement général de la Coupe du monde 2000 derrière l'Allemand Martin Schmitt et Widhölzl avec deux victoires (Villach (Autriche) et Lahti). Par ailleurs, il remporte la médaille de bronze au Championnat du monde de vol à ski derrière l'Allemand Sven Hannawald et Widhölzl.
En 2001, il ne remporte aucune victoire en Coupe du monde 2001 malgré quatre podiums mais termine 5e au classement général. Aux championnats du monde 2001, qui ont lieu à son lieu d'entraînement à Lahti, il gagne une médaille de bronze sur grand tremplin par équipe et une médaille d'argent au concours par équipe sur grand et petit tremplin. En 2002, il rate complètement sa Tournée des quatre tremplins en terminant 26e ainsi qu'au classement général de la Coupe du monde avec une 15e place, mais obtient une médaille d'argent au concours olympique par équipes. Il aurait pu décrocher une seconde médaille sur grand tremplin mais a terminé à la quatrième place. En 2003, il devient le deuxième Finlandais à avoir décroché à deux reprises la Tournée des quatre tremplins avec Matti Nykänen, il renoue également le succès en Coupe du monde avec deux victoires (Engelberg et Innsbruck) pour terminer quatrième au classement général. Enfin il est champion du monde 2003 à Val di Fiemme dans l'épreuve par équipes. Malgré ses victoires, il cache souvent ses émotions, se montrant peu expressif, ce qui lui vaut le surnom de l'homme masqué de la part de la presse allemande. Cela réfère aussi aux masques colorés qu'il portait en compétition depuis les années 1990.
En 2004, il termine à la cinquième place de la Tournée des quatre tremplins, puis au cours de la saison il parvient, grâce à quinze podiums dont trois victoires (Liberec x 2 (Rép. tchèque) et Willigen (Allemagne)), à remporter la coupe du monde 2004 devançant les Norvégiens Roar Ljøkelsøy et Bjørn Einar Romøren au classement général, parallèlement il obtient deux médailles d'argent aux championnats du monde de vol à ski à Planica (Slovénie) en individuel derrière Roar Ljøkelsøy et par équipe derrière la Norvège. 2005 est sa saison la mieux réussie avec, en premier lieu, un troisième titre à la Tournée des quatre tremplins. Par la suite, il réussit à décrocher trois médailles lors des Championnats du monde à Oberstdorf avec une médaille d'or sur grand tremplin, une médaille d'argent par équipe et une médaille de bronze sur petit tremplin, enfin il conserve son titre de la Coupe du monde sur l'année 2005 en battant au passage le record de victoires sur une année avec douze succès au total (dont six victoires d'affilée (record qu'il codétenu depuis avec son compatriote Matti Hautamäki et les Autrichiens Thomas Morgenstern et Gregor Schlierenzauer).
En 2006, il égale le record de l'Allemand Jens Weißflog avec quatre victoires à la Tournée des quatre tremplins et gagne une médaille d'argent aux Jeux olympiques de Turin dans le concours par équipes derrière l'Autriche. Il remporte également une médaille d'argent aux Championnats du monde de vol à ski dans l'épreuve par équipes derrière la Norvège. Enfin à la coupe du monde 2005-2006, il termine deuxième au classement général derrière le Tchèque Jakub Janda grâce à neuf podiums dont deux victoires (Oberstdorf et Bischofshofen). En 2007, Janne Ahonen devient le premier sauteur à ski à avoir remporté cinq succès dans la Tournée des quatre tremplins dans un concours inédit car il remporte deux succès sur le même tremplin (Bischofshofen) en raison de l'annulation de l'épreuve d'Innsbruck.
À la fin de la saison 2007/2008, il annonce son retrait de la compétition lors d'une conférence de presse à Helsinki en évoquant le manque de motivation pour continuer à s'entraîner au meilleur niveau et l'envie de passer du temps avec sa famille. Le 9 juillet 2008, il organise une compétition d'adieux à Lahti avec ses amis sauteurs devant plus de 11 000 spectateurs. Mais en mars 2009, il annonce son retour à la compétition dans le but de remporter une médaille individuelle aux Jeux olympiques d'hiver de 2010 à Vancouver ; il échoue, terminant 16e de la première manche sur le gros tremplin, et ne prenant pas part à la deuxième, mais se place néanmoins 4e sur le petit tremplin. Il participe ensuite également aux Coupes du monde 2010 et 2011, se plaçant cinq fois sur le podium et une quinzaine de fois dans les dix premiers, puis arrête à nouveau de sauter en mars 2011.
En janvier 2013, Janne Ahonen annonce une nouvelle fois son retour en vue des jeux olympiques de 2014 à Sotchi. Il est présent dès la première épreuve du Grand Prix d'été de saut à ski 2013 à Hinterzarten, où avec le saut le plus long, il prend la troisième place des qualifications. Aux Jeux olympiques de Sotchi, il est 29e et 22e en individuel.
En 2018, il est sélectionné pour ses septièmes Jeux olympiques à Pyeongchang, soit une fois de moins que le recordman chez les sauteurs, détenu par le Japonais Noriaki Kasai ; il y est 40e et 28e en individuel. Il se retire définitivement de la compétition cette année et est considéré alors par la presse finlandaise comme le plus grand sauteur sans une médaille olympique individuelle.

### Autres sports
Janne Ahonen pratique depuis 2003 le dragster automobile au sein de l'équipe « Eagle Drag Racing », avec des résultats au plus haut niveau national finlandais, et participe également à des compétitions internationales.

## Palmarès

### Jeux olympiques
Malgré ses grandes performances à l'occasion des coupes du monde et des championnats du monde, Janne Ahonen n'est jamais parvenu à décrocher de titre olympique. Il a participé à sept olympiades entre 1994 et 2018. En individuel, il échoue à trois reprises au pied du podium en terminant quatrième de l'épreuve du petit tremplin en 1998, 2002 et 2010, sa meilleure performance sur le grand tremplin est une neuvième place en 2002 et 2006. Finalement, c'est au concours par équipes qu'il parvient à prendre une médaille olympique, en effet par deux fois il obtient la médaille d'argent avec la Finlande en 2002 et en 2006.
| Épreuve / Édition      | Individuel     | Individuel     | Par équipes Grand tremplin |
| Épreuve / Édition      | Petit tremplin | Grand tremplin | Par équipes Grand tremplin |
| JO 1994 Lillehammer    | 37e            | 25e            | 5e                         |
| JO 1998 Nagano         | 4e             | 37e            | 5e                         |
| JO 2002 Salt Lake City | 4e             | 9e             | Argent                     |
| JO 2006 Turin          | 6e             | 9e             | Argent                     |
| JO 2010 Vancouver      | 4e             | 31e            | —                          |
| JO 2014 Sotchi         | 29e            | 22e            | 8e                         |
| JO 2018 Pyeongchang    | 40e            | 28e            | 8e                         |

### Championnats du monde
| Épreuve / Édition           | Individuel     | Individuel     | Par équipes    | Par équipes |
| Épreuve / Édition           | Petit tremplin | Grand tremplin | Grand tremplin | Mixte       |
| Mondiaux 1993 Falun         | —              | 31e            | —              | 6e          |
| Mondiaux 1995 Thunder Bay   | 9e             | 9e             | —              | Or          |
| Mondiaux 1997 Trondheim     | Or             | 8e             | —              | Or          |
| Mondiaux 1999 Ramsau        | 4e             | 4e             | —              | 4e          |
| Mondiaux 2001 Lahti         | 7e             | Bronze         | Argent         | Argent      |
| Mondiaux 2003 Val di Fiemme | —              | 35e            | —              | Or          |
| Mondiaux 2005 Oberstdorf    | Bronze         | Or             | 4e             | Argent      |
| Mondiaux 2007 Sapporo       | 14e            | 6e             | —              | 4e          |
| Mondiaux 2011 Oslo          | 20e            | 30e            | 8e             | 7e          |
| Mondiaux 2015 Falun         | 15e            | 19e            | 10e            | 9e          |
| Mondiaux 2017 Lahti         | 25e            | 23e            | 11e            | 6e          |

Légende :
- : première place, médaille d'or
- : deuxième place, médaille d'argent
- : troisième place, médaille de bronze
- — : Janne Ahonen n'a pas participé à cette épreuve

### Championnats du monde de vol à ski
| Épreuve / Édition | Planica 1994 | Kulm 1996 | Oberstdorf 1998 | Vikersund 2000 | Harrachov 2002 | Planica 2004 | Kulm 2006 | Oberstdorf 2008 | Planica 2010 | Oberstdorf 2018 |
| Individuel        | 12e          | Argent    | 8e              | Bronze         | 24e            | Argent       | 8e        | Bronze          | 27e          | 22e             |
| Par équipes       |              |           |                 |                |                | Argent       | Argent    | Argent          | 8e           |                 |

### Coupe du monde
- 2 gros globes de cristal en 2004 et 2005.
- Vainqueur et recordman de la Tournée des quatre tremplins en 1999, 2003, 2005, 2006 et 2008.
- 108 podiums individuels dont 36 victoires, 54 deuxièmes places et 32 troisièmes places.
- 25 podiums par équipes, dont 10 victoires.

#### Différents classements en Coupe du monde
| Année     | Classement général final |
| 1992-1993 | 50e                      |
| 1993-1994 | 10e                      |
| 1994-1995 | 3e                       |
| 1995-1996 | 3e                       |
| 1996-1997 | 8e                       |
| 1997-1998 | 9e                       |
| 1998-1999 | 2e                       |
| 1999-2000 | 3e                       |
| 2000-2001 | 5e                       |
| 2001-2002 | 15e                      |
| 2002-2003 | 4e                       |
| 2003-2004 | 1er                      |
| 2004-2005 | 1er                      |
| 2005-2006 | 2e                       |
| 2006-2007 | 8e                       |
| 2007-2008 | 3e                       |
| 2009-2010 | 11e                      |
| 2010-2011 | 44e                      |
| 2013-2014 | 31e                      |
| 2014-2015 | 58e                      |
| 2016-2017 | 50e                      |

#### Victoires
| Année | Lieu |
| 1994  | Engelberg (Suisse) |
| 1995  | Garmisch-Partenkirchen (Allemagne) |
| 1996  | Lillehammer (Norvège), Kulm (Autriche) |
| 1998  | Lahti (Finlande) |
| 1999  | Chamonix (France), Harrachov x3 (République tchèque), Engelberg (Suisse), Zakopane (Pologne) |
| 2000  | Villach (Autriche), Lahti (Finlande) |
| 2003  | Engelberg (Suisse), Innsbruck (Autriche) |
| 2004  | Liberec x2 (République tchèque), Willingen (Allemagne) |
| 2005  | Kuusamo x2 (Finlande), Trondheim x2 (Norvège), Harrachov (République tchèque), Engelberg x2 (Suisse), Oberstdorf (Allemagne), Garmisch-Partenkirchen (Allemagne), Innsbruck (Autriche), Willingen (Allemagne), Neustadt (Allemagne) |
| 2006  | Oberstdorf (Allemagne), Bischofshofen (Autriche) |
| 2008  | Bischofshofen x2 (Autriche), Harrachov (République tchèque), Kuopio (Finlande) |

## Divers records
- Janne Ahonen était l'unique titulaire de deux médailles d'or individuelles aux Championnats du monde junior, acquises en 1993 et 1994, jusqu'à ce que Sara Takanashi égale cette performance avec ses titres juniors en 2012 et 2013, puis en ait une troisième en 2014.
- Ahonen détient le record de titres de la Tournée des quatre tremplins avec 5 titres (1999, 2003, 2005, 2006 et 2008).
- Ahonen a détenu le record de victoires en une saison en coupe du monde avec 12 victoires en une saison en 2005. En 2009 Gregor Schlierenzauer a battu le record de Ahonen avec 13 victoires puis par Peter Prevc en 2016 avec 15 victoires.
- Ahonen détient le record de victoires consécutives en coupe du monde avec six victoires de suite en 2005. Depuis, seuls trois autres sauteurs à ski ont égalé cette performance : Matti Hautamäki (en 2005 également), Thomas Morgenstern (en 2008), Gregor Schlierenzauer (en 2009) et Ryōyū Kobayashi (en 2019).
- Avec 36 victoires en coupe du monde, il est le sixième sauteur à ski au classement du plus grand nombre de victoires derrière Gregor Schlierenzauer (53), Matti Nykänen (46), Adam Malysz (39), Kamil Stoch (39) et Stefan Kraft (38).
- Ahonen a détenu le record de podiums en Coupe du monde : 108 avant que Stefan Kraft ne le dépasse en 2024.

## Distinctions
En 1998, il a été le porte-drapeau de la Finlande aux Jeux olympiques de Nagano, puis a été désigné sportif finlandais de l'année 2005 et enfin a reçu la médaille Holmenkollen en 2011.